# Drepanogynis monas
Drepanogynis monas är en fjärilsart som beskrevs av Louis Beethoven Prout 1916. Drepanogynis monas ingår i släktet Drepanogynis och familjen mätare. Inga underarter finns listade i Catalogue of Life.